# 4Gamer.net
4Gamer.net(일본어: フォーゲーマードットネット 호게마돗토넷토[*])은 Aetas 주식회사가 운영하고 있는 일본의 컴퓨터 게임 소개 사이트로, 2000년 8월에 사이트 오픈하였다.
FPS와 RTS 등 흔히 서양 게임과 같은 게임을 중심으로 다루고 있었지만, PC 게임 시장의 변화에 맞춰 MMORPG와 연애 어드벤처 등의 기사도 다룰 수 있게되어, 현재는 PC 게임뿐만 아니라 소비자 게임의 정보를 폭넓게 취급하는 종합 정보 사이트이다.
뉴스 인터뷰 리뷰, 최신 게임 공략, 다양한 주간 연재 기사 등을 취급하고 있으며, 프로모션 동영상 및 MMORPG와 해외 게임의 클라이언트 프로그램에 대한 미러 배포 등의 서비스도 하고있다.
"4Gamer magazine"이라는 잡지를 부정기 간행으로 vol.3까지 발매하였다. 하지만 판매는 부진하였고, 잡지 산업은 철수하였다.
또한, 2010년 4월 8일부터 초!A&G+에서, 라디오 프로그램 RADIO 4Gamer를 방송하고있다.